# Parafia Matki Bożej Nieustającej Pomocy w Briańsku
Parafia Matki Bożej Nieustającej Pomocy w Briańsku – rzymskokatolicka parafia znajdująca się w archidiecezji Matki Bożej w Moskwie, w Dekanacie Zachodnim. Posługę duszpasterską w parafii prowadzą księża diecezjalni, a według stanu na kwiecień 2018, jej proboszczem jest ks. Zbigniew Król. 